# 丝瓣玉凤花
丝瓣玉凤花（学名：Habenaria pantlingiana），又名叉瓣玉鳳蘭，为兰科玉凤花属下的一个种。